# Chikuma (Nagano)
Chikuma (千曲市 Chikuma-shi?) es una ciudad japonesa situada en la prefectura de Nagano.
En 2003 la ciudad tenía una población de 64.372 personas y una densidad de 537,15 hab./km². Su área total es de 119,84 km².
La ciudad fue fundada el 1 de septiembre de 2003.